# Tadeusz Nowicki (Unternehmer)

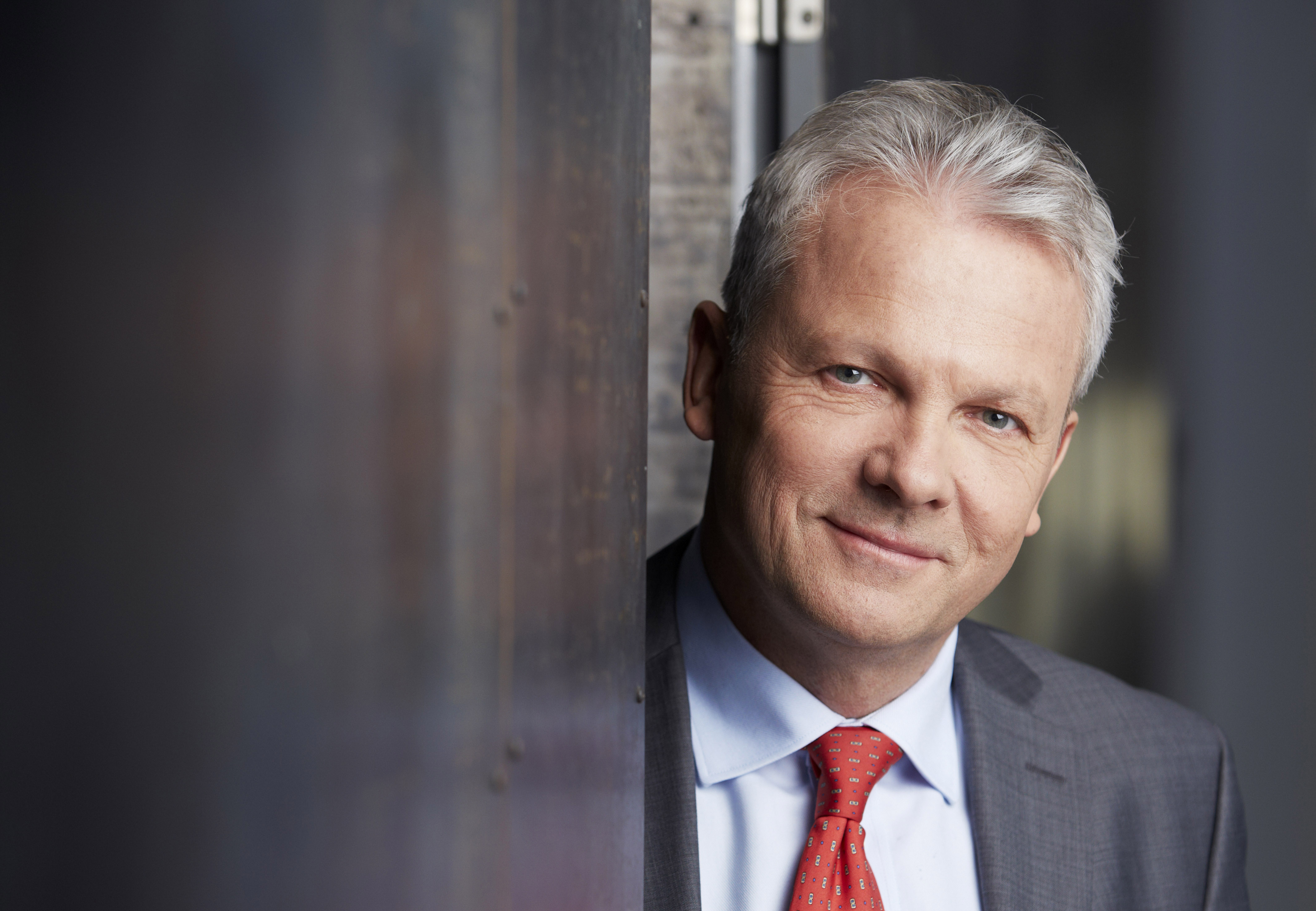
Tadeusz Nowicki 2014

Tadeusz (Thadée) Nowicki (* 1958) ist ein polnischer Unternehmer, Gründer und Vorstandsvorsitzender der ERGIS-Gruppe, einem polnisch-deutschen Unternehmen der Kunststoffverarbeitung.

## Leben
Nach dem Abitur im Jahr 1977 an der K.-Gottwald-Oberschule (heutige S.-Staszic-Oberschule) in Warschau, begann er ein Studium an der Technischen Universität Warschau, wo er einen Magister in Werkstoffkunde machte. Er war einer der Gründer und erster stellvertretende Vorsitzende des Unabhängigen Studentenverbandes (NZS) an der Technischen Universität Warschau. Im Jahr 1981, nach der Verhängung des Kriegsrechts durch Jaruzelski, wurde er für dieses Engagement bis zum 17. Juli 1982 in Białołęka interniert. Im März 1983 verteidigte er die während der Internierung verfasste Magisterarbeit und erhielt nach der Einstellung des Kriegsrechts dank der Unterstützung des französischen Ausschusses von Intellektuellen „Le Goff“ die Zustimmung zur Ausreise nach Frankreich zum Doktorstudium an der École nationale supérieure des mines de Saint-Étienne.
Tadeusz Nowicki begann seine berufliche Laufbahn im Jahr 1985 im französischen Industrieministerium. 
Zusammen mit J.M. Penisson und M. Biscondi war er Autor eines Experimentes, welches die direkte Beobachtung der Atompositionen in den Korngrenzen in Anwesenheit fremder Atome unter Benutzung eines hochauflösenden Transmissionselektronenmikroskops ermöglichte.
Im Jahr 1989 begann er bei Comptoir Lyon Alemand Louyot, dem führenden, französischen Unternehmen der Edelmetallverarbeitung als Leiter der Metallurgie-Forschungsabteilung. Nach der Verschmelzung mit der amerikanischen Gruppe Engelhard Metals wurde er technischer Direktor der Platinabteilung von Engelhard-Clal mit Verantwortung für technische Angelegenheiten der Fabriken in Paris, London und Amsterdam. 
Im Januar 1998 begann er sich für den Wiederaufbau der Industrie in Polen zu engagieren und gründete durch acht Fusionen und Übernahmen die ERGIS-Gruppe, die seit dem Jahr 2006 an der Warschauer Wertpapierbörse notiert wird. Zusammen mit Marek Górski und Jacek Korpała führte er das Management-Buy-out sowie die Übernahmen der MKF-Folien GmbH in Berlin und der Schimanski GmbH in der Nähe von Hamburg, die zum Bestandteil der ERGIS-Gruppe wurden, durch.
Tadeusz Nowicki inspirierte und beteiligte sich an der Einführung einer neuen Technologie für Nano-Schicht-Stretchfolien.
Seit dem Jahr 2007 ist er Vorsitzender des polnischen Verbandes der Kunststoffverarbeiter (PZPTS/PUPC) und Mitglied der polnischen Konfederacja Lewiatan, der Hauptorganisation der polnischen Arbeitgeber. Seit dem Jahr 2022 ist er Vizepräsident des EuPC-European Plastics Converters | EuPC, und im Jahr 2025 wurde er zum stellvertretenden Vorsitzenden des Hauptausschusses der Konfederacja Lewiatan berufen.